# К-373
К-373 — советская атомная подводная лодка проекта 705 «Лира». Построена в 1972—1979 годах, служила в составе 6-й дивизии подводных лодок Северного флота, исключена из состава в 1990 году.

## История строительства
Экипаж атомной подводной лодки К-373 был сформирован ещё до её закладки, в 1971 году, первым командиром стал капитан 1-го ранга Н. Г. Боков. К-373 была заложена 26 июня 1972 года на Ново-Адмиралтейском заводе в Ленинграде под заводским номером 910. До 1973 года экипаж проходил обучение в 93-м учебном центре ВМФ в Палдиски, после чего вошёл в состав 39-й отдельной бригады строящихся кораблей в Ленинграде. В 1974 году 46-й экипаж АПЛ проекта 705 был переформирован из второго экипажа головной АПЛ К-64 во второй экипаж К-373.
19 апреля 1978 года К-373 была спущена на воду. В июле 1979 года командиром лодки по собственной инициативе был назначен В. В. Гринкевич, переведённый с однотипной, но ещё достраивающейся К-463. Новый командир оперативно прошёл подготовку на базе 6-й ДиПЛ. В октябре 1979 года лодка в плавучем доке была переведена в Северодвинск на сдаточную базу «Дубрава» Ленинградского Адмиралтейского объединения, находящуюся на территории ЦС «Звёздочка», имела достроечный номер 01680.
С сентября по конец декабря К-373 прошла интенсивные заводские и государственные испытания, начальником приёмной комиссии был капитан 1-го ранга В. П. Рыков. При его участии В. В. Гринкевич к завершению заводских ходовых испытаний получил допуск на самостоятельное управление АПЛ, что позволило тщательнее провести государственные испытания. Ряд вышедших из строя узлов и механизмов оперативно доставлялся из Ленинграда и заменялся на сдаточной базе. На скоростных испытаниях лодка достигла скорости 42,1 узла, став самой быстрой лодкой проекта. Вдобавок, на К-373 была установлена дополнительная шумоизоляция в выгородке основной гидроакустической антенны, что позволило снизить уровень собственных помех и увеличить дальность действия гидроакустического комплекса по сравнению с однотипными лодками.
29 декабря 1979 года был подписан приёмный акт, и К-373 вошла в строй.

## История службы
12 января 1980 года К-373 под командованием В. В. Гринкевича была зачислена в состав 6-й дивизии подводных лодок с базированием на Западную Лицу. После отработки в течение нескольких месяцев учебных задач К-373 с основным экипажем, старший на борту — командир 6-й ДиПЛ В. Я. Волков, произвела торпедные стрельбы, в том числе стрельбу двухторпедным залпом с рабочей глубины погружения, стрельбу одной торпедой с предельной глубины 400 метров, впервые на флоте стрельбу ракето-торпедой «Шквал», при этом на борту находилась группа разработчиков ракето-торпедного комплекса.
12 июля 1980 года лодка с основным экипажем была введена в состав сил постоянной готовности. С конца сентября по ноябрь 1980 года К-373 с основным экипажем выполнила боевую службу. Старший на борту — начальник штаба 6-й ДиПЛ П. М. Маргулис. За время похода лодка дважды осуществляла слежение за иностранными подводными лодками.
В марте 1981 года К-373 с основным экипажем выполнила вторую боевую службу, в этот раз В. В. Гринкевич командовал кораблём без обеспечивающего. Во время похода был поставлен рекорд по длительности слежения за иностранной ПЛ — более 24 часов. Слежение было прекращено приказом штаба Северного флота. В конце года К-373 была объявлена лучшим кораблём дивизии, а её командир был допущен к исполнению обязанностей заместителя командира дивизии и в 1981—1984 годах обеспечил подготовку не только своего экипажа, а ещё трёх, в том числе 313-го экипажа под командованием В. Т. Прусакова и 46-го экипажа А. С. Богатырёва. До конца 1981 года выполнила ещё одну боевую службу.
Летом 1982 года К-373 с основным экипажем совершала учебную атаку отряда боевых кораблей на приз Главкома ВМФ. Во время атаки команда «пли!» на запуск торпед не была выполнена из-за неисправности в вычислительном оборудовании торпедного комплекса. Лодка на скорости 25 узлов преследовала отряд кораблей до тех пор, пока неисправность не была устранена. Торпедный залп был произведён с самой границы назначенного подводной лодке района, и хотя торпеды навелись на главную цель и прошли ровно под ней, из-за нарушения мер безопасности за атаку была выставлена оценка «неудовлетворительно». Во время последовавшего разбора в штабе оценка была повышена до «хорошо», командир лодки был награждён командирскими часами. По итогам 1982 года К-373 повторно объявлена лучшим кораблём соединения. В конце 1982 — начале 1983 года выполнила боевую службу с основным экипажем.
В сентябре 1982 года во время учебного выхода в море 46-го экипажа АПЛ проекта 705 под командованием М. В. Грогуленко на борту К-316 (старший на борту — командир экипажа К-316 А. П. Бойко) из-за ошибки личного состава через открытый водоотливной кингстон был затоплен турбинный отсек, лодка чуть не утонула, но смогла всплыть и возвратиться на базу — экипаж приобрёл неблагополучную репутацию и оставался единственным в дивизии не вошедшим в число боеготовых. Формально 46-й экипаж являлся вторым экипажем К-373, с февраля 1983 года он принял «свой» корабль и получил нового командира — капитана 2-го ранга А. С. Богатырёва, переведённого с ушедшей в длительный ремонт К-123. Уже в марте 1983 года К-373 с 46-м экипажем сдала задачи по несению службы в базе и вышла в море на отработку дальнейших этапов курса обучения. В качестве старшего на борту находился командир основного экипажа — В. В. Гринкевич. К маю были отработаны задачи по самостоятельному плаванию и торпедным атакам, в середине июля 46-й экипаж был введён в число боеготовых, а уже в конце июля К-373 с 46-м экипажем, командир Богатырёв, старший на борту Гринкевич, после тщательных проверок штабов дивизии и флотилии вышла на внеплановую боевую службу. В ходе боевой службы было осуществлено длительное (21 час 40 минут) слежение за иностранной АПЛ, прекращённое лишь по приказу из штаба. При этом иностранная АПЛ пыталась зайти в корму К-373, что привело бы к потере контакта, но превосходство АПЛ проекта 705 в маневренности не позволяло этого сделать — лодки «видели» друг друга, но оторваться «иностранке» не позволяли. В начале сентября К-373 вернулась в базу и была встречена лично командиром 1-й флотилии Е. Д. Черновым, командир экипажа получил персональное поздравление от командующего флотом А. П. Михайловского.
В сентябре 1983 года был сформирован 593-й технический экипаж для обслуживания К-373 в базе и во время ремонтов.
В ноябре 1983 — январе 1984 года 46-й экипаж выполнил плановую боевую службу на борту К-463 с оценкой «отлично», во время службы штатная автономность корабля была превышена на 10 суток.
Весной-летом 1984 года К-373 с 46-м экипажем (Богатырёв) участвовала в учебной атаке отряда боевых кораблей, старший на борту — заместитель командира 6-й ДиПЛ С. И. Русаков. Впервые торпедная атака была выполнена на средней скорости 20 узлов, К-373 используя свои скоростные возможности успела трижды атаковать главную цель отряда, в том числе один раз условно ракето-торпедой и дважды с фактическим пуском учебных торпеда, причём с обоих бортов цели. Командир Северного флота А. П. Михайловский признал атаку лучшей на флоте, А. С. Богатырёв был награждён командирскими часами с дарственной надписью, а офицеры корабельного боевого расчёта были поощрены возможностью купить дефицитные легковые автомобили. В 1984 году К-373 выполнила боевую службу и участвовала в учениях «Океан-84».
22 октября 1984 года в Мотовском заливе в надводном положении в условиях шторма и плохой видимости К-373 (на борту экипаж К-316, командир В. И. Рогожкин, старший на борту — заместитель командира 6-й ДиПЛ Н. И. Мазин) столкнулась с АПЛ К-140. К-373 получила повреждения лёгкого корпуса, трещины в обтекателе гидроакустической антенны, устранённые в течение двух недель.
В конце декабря 1984 года 46-й экипаж на К-316 вышел на боевую службу, но после ряда последовательно возникших неисправностей вернулся на базу. Флотские и партийные расследования возложили вину на экипаж, и только летом 1985 года комиссия представителей промышленности и научных институтов признала действия экипажа правильными и внесла изменения в руководящие инструкции.
25-26 июня 1985 года К-373 с 46-м экипажем (Богатырёв) произвела атаку отряда боевых кораблей с оценкой «отлично», атака была признана лучшей на флотилии. В том же году К-373 с 46-м экипажем одна из немногих успешно уложилась в часовой норматив на учениях по выводу кораблей из-под удара по базе: за 40 минут энергетическая установка была запущена и введена в работу, через 55 минут после сигнала лодка полным ходом отправилась в назначенную точку рассредоточения.
До 1987 года лодка находилась в составе сил постоянной готовности.
В 1989 году во время прохождения среднего ремонта на «Севмаше» на К-373 (с 593-м техническим экипажем на борту) произошла авария в реакторном отсеке, после этого около 20 лет корабль ожидал утилизации «забросанный мешками со свинцом». В 1990 году исключена из состава флота, находилась в Западной Лице в отстое. В 1991 году переподчинена 33-й дивизии подводных лодок. В 1992 году переименована в Б-373. С 2001 года переподчинена 11-й дивизии подводных лодок.

## Утилизация
К 2006 году К-373 находилась на отстое в ожидании утилизации в бухте Кут, у СРЗ «Нерпа». В 2008 году была разработана схема дезактивации и прекращения выхода радионуклидов (первый этап) и последующей выгрузки ОВЧ (второй этап).
Первый этап был завершён в июне 2009 года. 17 сентября 2009 года на предприятии ГК «Росатом» в Гремихе завершился второй этап выгрузки отработавших выемных частей (ОВЧ) реактора подводной лодки К-373 (заводской № 910). Первоначально планировалось обеспечить хранение реакторного блока на берегу в течение 100 лет, но затем это решение было пересмотрено.
Финансирование работ выполнял КАЭ Франции в рамках программы сотрудничества с Россией в сфере ядерно-радиационной безопасности. Общая стоимость работ составила около 5 миллионов евро. Выгруженные части временно расположены в спецконтейнерах на территории ФГУП «СевРАО», их переработка была запланирована на 2012—2014 годы.
В конце 2013 года одноотсечный блок «заводской номер 910» был установлен на берегу в пункте долговременного хранения радиоактивных отходов в Сайда-Губе.

## Командиры

### Основной экипаж
- 1971—1979: Николай Григорьевич Боков[20];
- 1979—1984: Виктор Викторович Гринкевич;
- 1984—1989: Александр Авенирович Муравьев;
- 1989—1997: Алексей Георгиевич Потехин;

После вывода из состава флота:
- 1997—1998: Александр Владимирович Захарченко[21];
- 1998—2000: Александр Иванович Федоров;
- 2001—2006: Иван Иванович Корсунов.

### Второй (46-й) экипаж
- 1972—1976: Октябрь Ульянович Игнатенко;
- 1976—1978: Анатолий Иванович Антонов;
- 1979—1982: Михаил Васильевич Грогуленко;
- 1982—1985: Александр Сергеевич Богатырёв;
- 1985—1990: Валерий Николаевич Государев.

### 593-й технический экипаж
- 1983—1987: Анатолий Михайлович Ковалев;
- 1987—1990: Пётр Дмитриевич Левасюк;
- 1990—1991: Владимир Ильич Дрозд.